# کربن نوع دوم
| کربن ثانویه                                                |
| ---------------------------------------------------------- |
|                                                            |
| فرمول ساختاری پروپان (کربن ثانویه با رنگ قرمز مشخص شده‌است) |

کربن نوع دوم (ثانویه) یک اتم کربن است که به دو اتم کربن دیگر متصل است. به همین دلیل، اتم‌های کربن ثانویه در تمام هیدروکربن‌هایی که حداقل سه اتم کربن دارند، یافت می‌شوند. در آلکان‌های بدون شاخه، اتم‌های کربن داخلی همیشه اتم‌های کربن ثانویه هستند (شکل را ببینید).
|                                | کربن نوع اول  | کربن نوع دوم  | کربن نوع سوم  | کربن نوع چهارم |
| ساختار عمومی (R = استخلاف آلی) | frameless=1.0 | frameless=1.0 | frameless=1.0 | frameless=1.0  |
| بخشی از فرمول ساختاری          | frameless=1.0 | frameless=1.0 | frameless=1.0 | frameless=1.0  |